# Cat Anderson

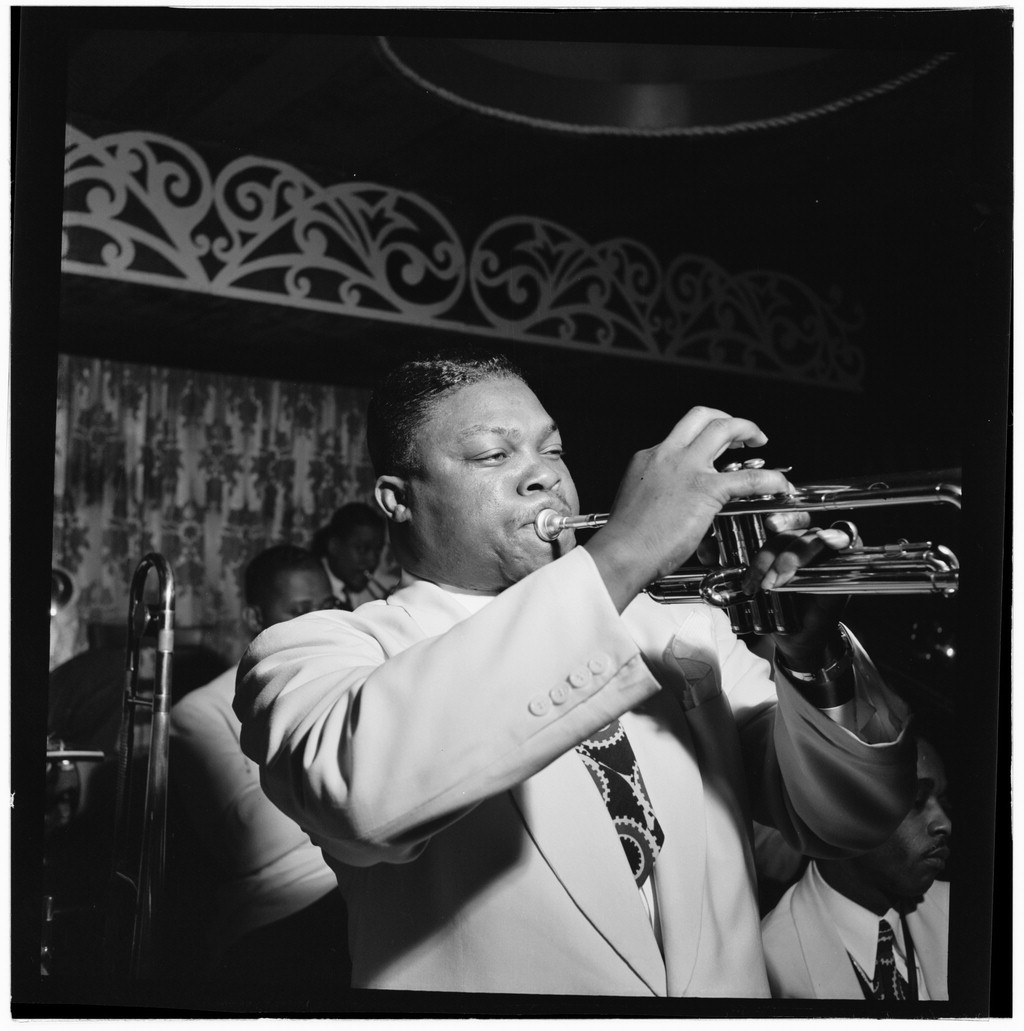
Cat Anderson, Aquarium, New York, ca. 1947.
Fotografie von William P. Gottlieb.

William Alonzo „Cat“ Anderson (* 12. September 1916 in Greenville, South Carolina; † 29. April 1981 in Norwalk, Kalifornien) war ein US-amerikanischer Jazztrompeter. Er war besonders für sein über fünf Oktaven reichendes Spiel bekannt.

## Leben und Wirken
Cat Anderson verlor mit vier Jahren beide Eltern und wuchs in einem Waisenhaus in Charleston, South Carolina, auf. Dort lernte er in der Jenkins Orphanage Band Trompete spielen. Sein Spitzname Cat stammt angeblich von seinem Kampfstil in Rangeleien seiner Schulzeit und wurde von ihm zeitlebens verwendet.
Er ging zunächst mit den Carolina Cotton Pickers, einer Band aus ehemaligen Mitgliedern des Waisenhauses, auf Tour und nahm erste Platten auf. Danach spielte er mit dem Gitarristen Hartley Toots und in Claude Hopkins’ Big Band, in Doc Wheelers Sunset Orchestra, mit Lucky Millinder, dem Erskine Hawkins Orchester, dem Sabby Lewis Orchester und mit Lionel Hampton, mit dem er den Klassiker Flying Home aufnahm.
Eine neue Stufe auf der Karriereleiter erklomm er 1944, als er Mitglied des Duke-Ellington-Orchesters wurde. Er wurde schnell zu einem zentralen Bestandteil des Ellington Sounds. Anderson konnte eine Reihe verschiedener Jazz Stile spielen, aber sein Spiel in extrem hohen Stimmlagen war sein Markenzeichen. Nach eigenen Worten entstand es daraus, dass ein anderer Trompeter durch sein Spiel in hohen Lagen ihm ständig die Mädchen wegnahm, was Anderson dadurch abzustellen hoffte, dass er selbst ständig so spielte. Es existieren Filmaufnahmen, auf denen zu sehen ist, wie Anderson ohne Mikrofon gut hörbar ein Solo spielt, während die anderen Bandmitglieder vor einzelnen Mikrofonen spielten. Er spielte zwischen 1944 und 1949, von 1950 bis 1959 und von 1961 bis 1971 bei Ellington, unterbrochen von Perioden, bei denen er versuchte, ein eigenes Orchester zu leiten. 1972 trat er auf den Berliner Jazztagen mit dem Charles-Mingus-Quintett auf („Perdido“).
Nach Ellingtons Tod ließ sich Anderson in Los Angeles nieder, wo er weiterhin Studioaufnahmen mit lokalen Bands wie Louie Bellsons und Bill Berrys Big Bands machte. Gelegentlich tourte er durch Europa, vor allem mit Lionel Hampton. Er starb 1981 an einem Gehirntumor.

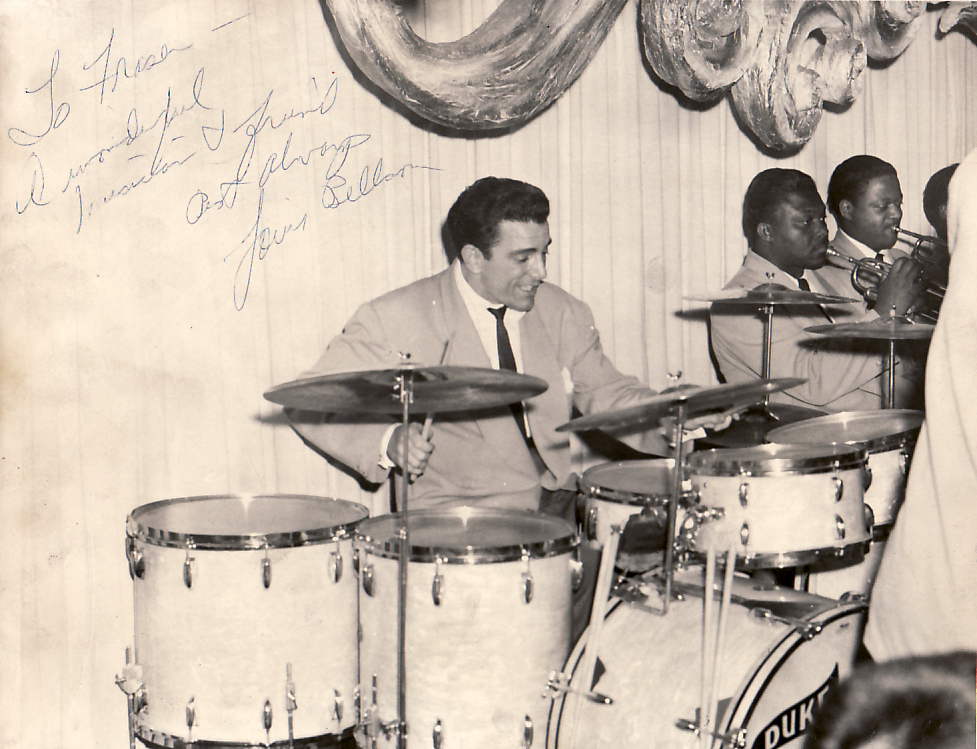
Von links: Louie Bellson, Cat Anderson, Clark Terry im Palomar Supper Club mit dem Duke Ellington Orchestra, 19. April 1952. Foto mit freundlicher Genehmigung des Fraser MacPherson Estate.